# خوزه لوئیس کامپی
خوزه لوئیس کامپی (انگلیسی: José Luis Campi؛ زادهٔ ۲۷ ژانویهٔ ۱۹۷۱) بازیکن فوتبال اهل آرژانتین است.